# Distretto di Corani
Il distretto di Corani è un distretto del Perù, facente parte della provincia di Carabaya, nella regione di Puno.